# フィアレス・レコード
フィアレス・レコード（Fearless Records）は、アメリカ合衆国カリフォルニア州ウェストミンスターに本拠を置くインディーレコードレーベル。1992年の創設当初はパンク/ポップ・パンク系のバンドが主に所属していたが、近年は「プレイン・ホワイト・ティーズ」や「ア・スカイリット・ドライヴ」等を輩出しておりポスト・ハードコア/スクリーモ/エモ系のレーベルとなっている。

## 来歴
1992年、カリフォルニア州ウェストミンスターでボブ・ベッカー (Bob Becker)によって設立される。はじめは彼の友人の作品をライブ会場で販売するためのレーベルとしてスタートした。2000年、コンピレーション・アルバムの『Punk Goes Metal』をリリース。このカバー曲を集めたコンピレーションはその後『Punk goes...』シリーズとして発売を続け、『Punk Goes Pop』等のレーベルの代表作を生みだした。
2005年、プレイン・ホワイト・ティーズのアルバム『オール・ザット・ウィー・ニーディッド』を発売し、収録曲「ヘイ・ゼア・デリラ」が2007年7月に全米シングルチャートで1位を獲得する。
2011年、ブリーズ・キャロライナのサード・アルバム『ヘル・イズ・ワット・ユー・メイク・イット』を発売し、収録曲「Blackout」が全米で32位を記録した。
2012年、姉妹レーベルとしてOld Friends Recordsをスタートさせる。

## 主な所属アーティスト
- The Almost - ジ・オールモスト
- As It Is - アズ・イット・イズ
- August Burns Red - オーガスト・バーンズ・レッド
- Capstan - キャプスタン
- Chase Atrantic - チェイス・アトランティック
- Chunk! No, Captain Chunk! - チャンク!ノー・キャプテン・チャンク!
- Eat Your Heart Out - イート・ユア・ハート・アウト
- Grayscale - グレースケール
- I Dont Know How But They Found Me - アイ・ドント・ノウ・ハウ・バット・ゼイ・ファウンド・ミー
- I Prevail - アイ・プレヴェイル
- Ice Nine Kills - アイス・ナイン・キルズ
- Kill The Lights - キル・ジ・ライツ
- Locket - ロケット
- Movements - ムーヴメンツ
- My Kid Brother - マイ・キッド・ブラザー
- Not A Toy - ノット・ア・トイ
- Oceans Ate Alaska - オーシャンズ・エイト・アラスカ
- Parting Gift - パーティング・ギフト
- Pierce the Veil - ピアス・ザ・ヴェイル
- Plain White T's - プレイン・ホワイト・ティーズ
- The Plot in You - ジ・プロット・イン・ユー
- The Pretty Reckless - プリティー・レックレス
- Real Friends - リアル・フレンズ
- Set It Off - セット・イット・オフ
- Starset - スターセット
- Underoath - アンダーオース
- Varials - ヴァリアルズ
- Volumes - ヴォリュームズ
- Wage War - ウェイジ・ウォー
- The Word Alive - ザ・ワード・アライブ

## かつて在籍していたアーティスト
- Alesana - アレサナ
- Amely - アメリー
- Artist Vs Poet - アーティスト・ヴァーサス・ポエト
- At the Drive-In - アット・ザ・ドライヴイン
- Blessthefall - ブレスザフォール
- Breathe Carolina - ブリーズ・キャロライナ
- Classic Case - クラシック・ケース
- The Downtown Fiction - ジ・ダウンタウン・フィクション
- Every Avenue - アーリー・アヴェニュー
- Eye Alaska - アイ・アラスカ
- Forever the Sickest Kids - フォーエヴァー・ザ・シッケスト・キッズ
- Funeral Party - フューネラル・パーティ
- Get Scared - ゲット・スケアード
- Lostprophets - ロストプロフェッツ
- Mayday Parade - メイデー・パレード
- Motionless in White - モーションレス・イン・ホワイト
- The Maine - ザ・メイン
- The Morning Light - ジ・モーニング・ライト
- Plain White T's - プレイン・ホワイト・ティーズ
- A Skylit Drive - ア・スカイリット・ドライヴ
- A Static Lullaby - スタティック・ララバイ
- Sugarcult - シュガーカルト
- The Summer Set - ザ・サマー・セット
- Tonight Alive - トゥナイト・アライヴ
- Yesterdays Rising - イエスタデイ・ライジング

## 主なディスコグラフィ
- プレイン・ホワイト・ティーズ : 「ヘイ・ゼア・デリラ」 - "Hey There Delilah" (2005年) ※全米シングルチャート1位を記録、アメリカで3×プラチナディスクに認定される[3]
- ブリーズ・キャロライナ : "Blackout" (2011年) ※全米シングルチャート32位を記録[4]